# Bebington
Bebington este un oraș în comitatul Merseyside, regiunea South West, Anglia. Orașul se află în districtul metropolitan Wirral. 